# Джугу
Джугу (фр. Djougou) — найбільше місто у північно-західній частині Беніну. Важливий торговельний центр й адміністративний центр департаменту Донга. Міський округ займає площу 3966 км² й налічує 181 895 жителів.